# Eriosyce engleri
Eriosyce engleri är en art inom trattkaktussläktet och familjen kaktusväxter, som har sin naturliga utbredning i Chile.

## Beskrivning
E. engleri är en klotformad till cylindrisk kaktus som blir upp till 30 centimeter hög och 14 till 18 centimeter i diameter. Den är uppdelad i 16 till 20 åsar, som har en antydan om att vara uppdelade i vårtor. Längs åsarna sitter stora areoler, och ur dessa utvecklas långa gulvita taggar som har bruna spetsar. Taggarna består av 5 till 8 centraltaggar, och runt dessa sitter 12 till 20 radiärtaggar. Blommorna är gularöda, och frukten är även den rödaktig då den mognat.

## Synonymer
Horridocactus engleri F.Ritter 1959
Pyrrhocactus engleri (F.Ritter) F.Ritter 1959
Neoporteria engleri (F.Ritter) Donald & G.D.Rowley 1966